# Крейґ Мюллер
Крейґ Мюллер (англ. Craig Muller, 7 червня 1961) — австралійський академічний веслувальник.
Бронзовий призер Олімпійських Ігор 1984 року в складі вісімки.